# 克拉洛韋茨州

捷克共和國（淺綠色）和宣稱的克拉洛韋茨州（實為俄羅斯加里寧格勒州）（深綠色）位置圖

克拉洛韋茨州（捷克語發音：[ˈkraːlovɛts]）是一個捷克虛構行政區劃與網路迷因，諷刺性的代指捷克共和國吞併俄羅斯加里寧格勒州後所成立的新州份。其名稱源自柯尼斯堡（加里寧格勒舊稱）的捷克語名稱Královec。
該迷因起源於2022年，旨在調侃俄羅斯入侵烏克蘭及後續的領土併吞公投。

## 歷史
2022年9月27日，捷克諷刺網站AZ247.cz發起請願，要求捷克派遣士兵到加里寧格勒州，舉行吞併公投，並將該地區正式成為捷克的一部分，更名為克拉洛韋茨州，從而獲得出海口，之後並宣稱公投以98%的讚成票數通過。這被視為是對於俄羅斯入侵烏克蘭期間吞併頓涅茨克州、赫爾松州、盧甘斯克州和扎波羅熱州及併吞公投的回應。

## 外部連結
- visitkralovec.cz，一個諷刺旅遊網站，將加里寧格勒描繪成捷克城市